# Pleurothallis supervacanea
Pleurothallis supervacanea är en orkidéart som beskrevs av Heinrich Gustav Reichenbach. Pleurothallis supervacanea ingår i släktet Pleurothallis och familjen orkidéer.
Artens utbredningsområde är Colombia. Inga underarter finns listade i Catalogue of Life.